# Alcorcón Central
Alcorcón Central – stacja metra w Madrycie, na linii 12. Znajduje się w Alcorcón i zlokalizowana jest pomiędzy stacjami Parque Lisboa i Parque Oeste. Została otwarta 11 kwietnia 2003 roku.